# Плес (Волгоградська область)
Плес (рос. Плес) — хутір у Алексєєвському районі Волгоградської області Російської Федерації.
Населення становить 12 осіб. Входить до складу муніципального утворення Аржановське сільське поселення.

## Історія
Хутір розташований у межах українського історичного та культурного регіону Жовтий Клин.
Згідно із законом від 31 грудня 2004 року № 988-ОД органом місцевого самоврядування є Аржановське сільське поселення.

## Населення
1. Н/Д[2]